# Alluvione del Mississippi del 1927

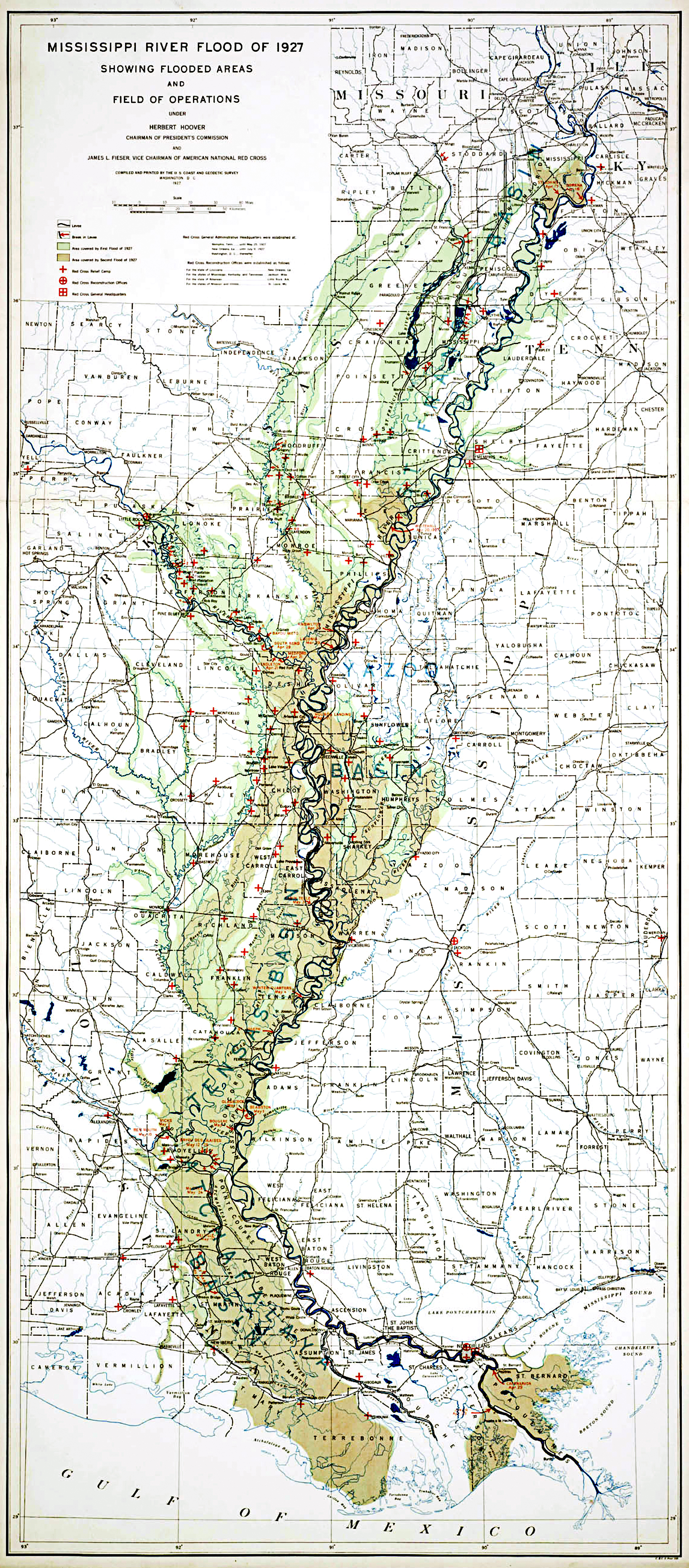
Mappa del corso del fiume Mississippi nel 1927 con indicate le zone allagate.

L'alluvione del Mississippi del 1927 è stata l'alluvione più catastrofica che sia stata registrata nella Storia degli Stati Uniti d'America.

## Cause
L'alluvione fu la conseguenza di un lungo periodo durante il quale si registrarono delle precipitazioni eccezionali, che interessarono tutti gli affluenti del Mississippi a partire dall'estate del 1926. Complessivamente, durante l'alluvione del 1927 si registrarono oltre 145 brecce negli argini del fiume, che causarono l'allagamento di una superficie di 2700 miglia quadre. In totale si registrarono 246 vittime, e danni per il valore di 400 milioni di dollari.

## Svolgimento degli eventi
Gli Stati colpiti dall'alluvione furono l'Arkansas, l'Illinois, il Kentucky, la Louisiana, il Mississippi, il Missouri, il Tennessee, il Texas, l'Oklahoma e il Kansas. Lo Stato più colpito fu l'Arkansas, che vide il 14% della sua superficie inondata dalle acque del fiume. Il culmine dell'alluvione fu raggiunto nel maggio del 1927, quando il corso del fiume Mississippi a sud di Memphis raggiunse una larghezza di oltre 60 miglia (97 km).